# Nkem-Nkum
Die Sprache Nkem-Nkum (ISO 639-3: isi) ist eine ekoide Sprache, die von insgesamt 34.500 Personen im nigerianischen Bundesstaat Cross River gesprochen wird.
Die Sprache hat die zwei Dialekte nkem (auch nkim, ogoja, ishibori, isibiri oder ogboja genannt), welcher 18.000 Sprecher hat, und nkum, was insgesamt 16.500 Sprecher hat. Die Sprache zählt zur Sprachgruppe der südbantoiden Sprachen innerhalb der Sprachfamilie der Niger-Kongo-Sprachen.